# Kai-Uwe Kranz
Kai-Uwe Kranz (* 30. Oktober 1979 in Leipzig) ist ein ehemaliger deutscher Basketballspieler.

## Laufbahn
Kranz wurde in Leipzig geboren und zog als Kind mit seiner Familie nach Gütersloh. Er spielte beim TSVE Bielefeld in der Regionalliga, ehe er zwischen 2001 und 2004 beim Bremer Verein TSV Lesum, Paderborn 91, ART Düsseldorf und beim SSV Ulm für verschiedene Zweitligisten auflief. 2004 wechselte er zum VfL Kirchheim, mit dem er 2006 in die 2. Basketball-Bundesliga aufstieg.
2008 ging Kranz, der seine Stärken insbesondere im Distanzwurf besaß, in die Regionalliga zurück, indem er nach Schwenningen wechselte. Im Laufe der Saison 2009/10 veränderte sich Kranz von Schwenningen nach Leipzig. Mit den Sachsen stieg er ebenfalls auf, sodass er ab 2010 mit den Uni-Riesen in der 2. Bundesliga ProB auflief. In der Saison 2012/13 spielte Kranz mit Leipzig in der 2. Bundesliga ProA.
Neben dem Basketball und nach seiner Profilaufbahn machte sich Kranz als Musiker einen Namen.